# Hans-Werner Kock

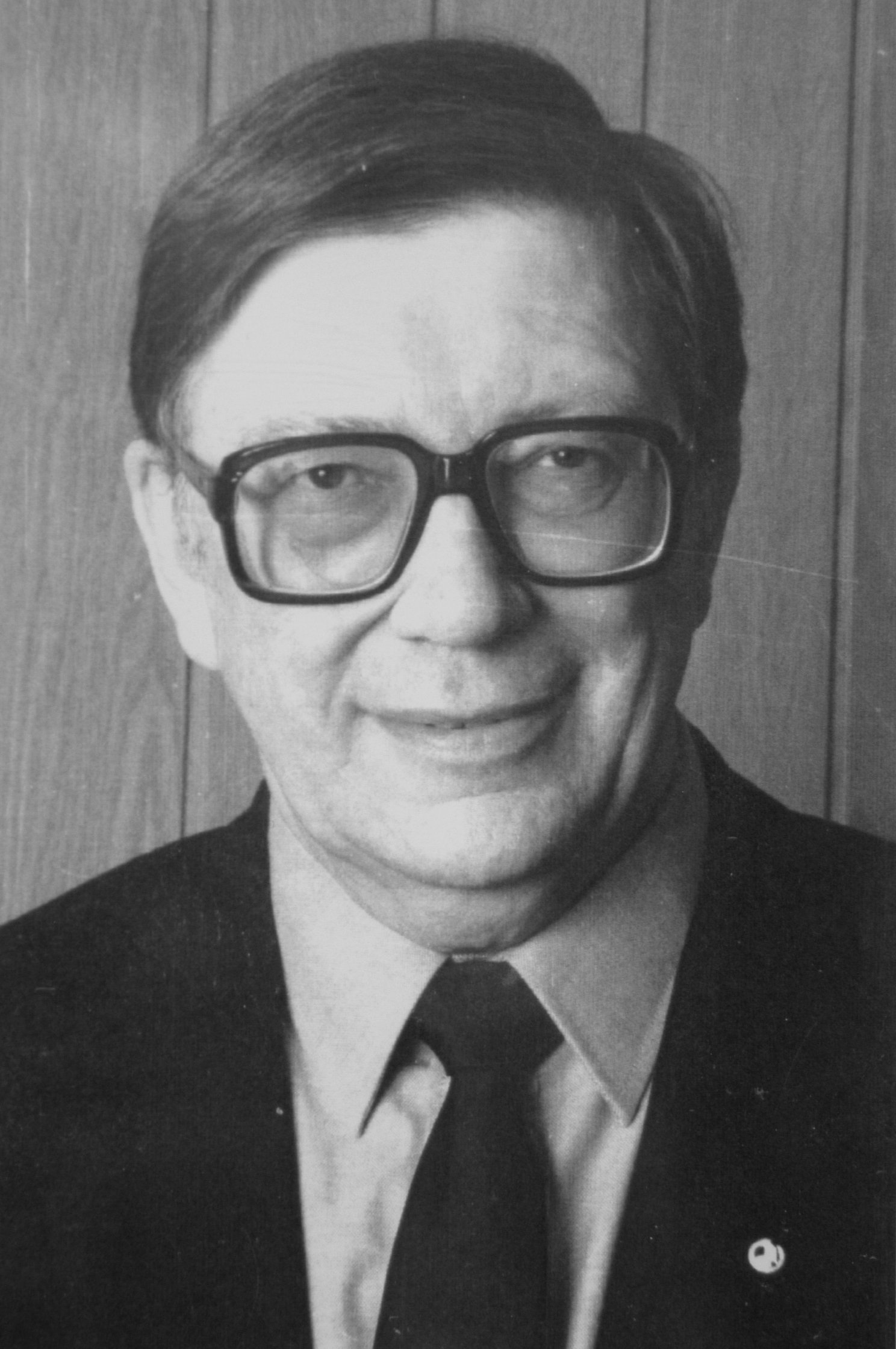
Hans-Werner Kock als Präsident der Deutschen Lebens-Rettungs-Gesellschaft LV Berlin e. V. 1986–1989

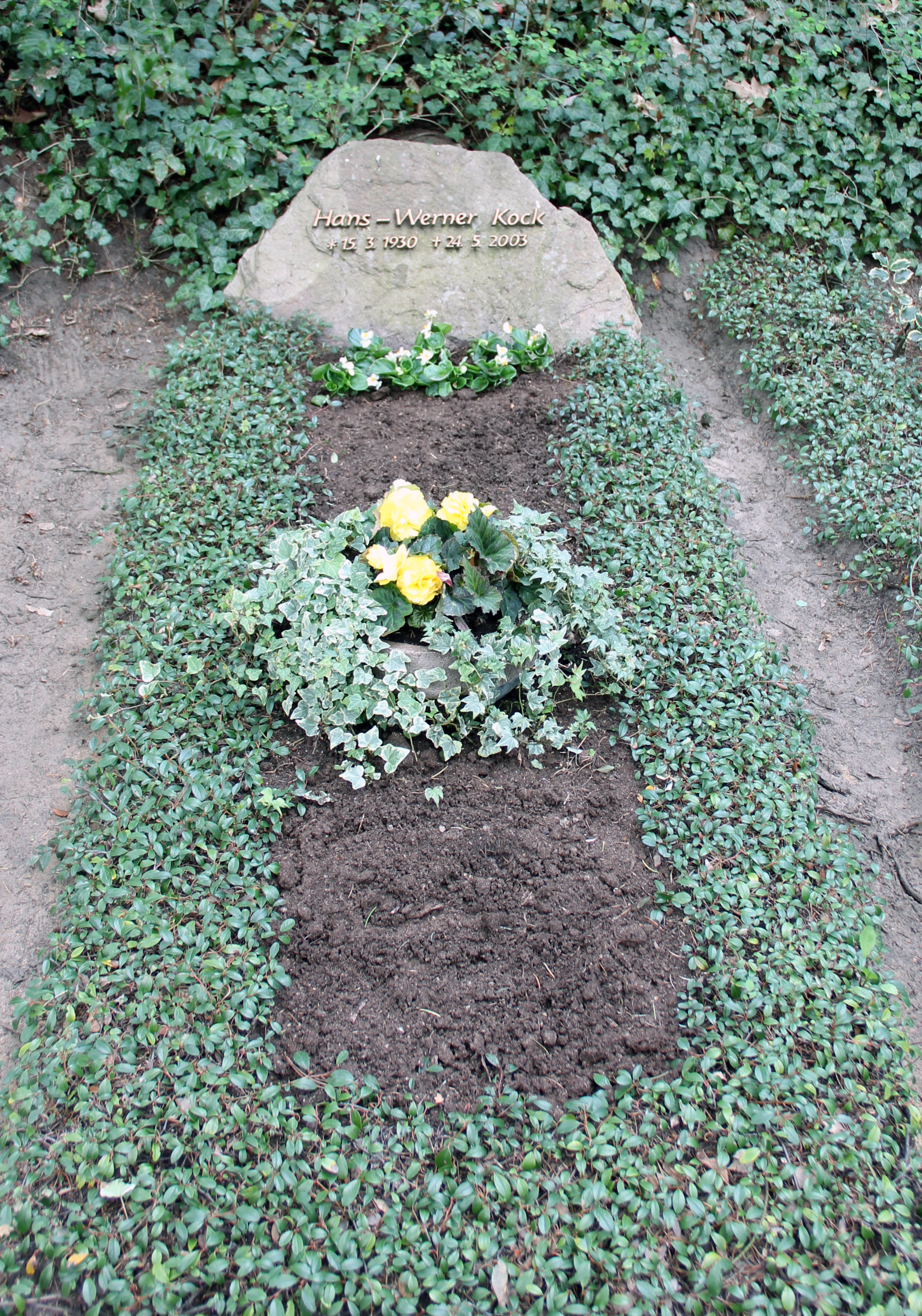
Grab von Hans-Werner Kock auf dem Friedhof Heerstraße in Berlin-Westend

Hans-Werner Kock (* 15. März 1930 in Hamburg; † 24. Mai 2003 in Berlin) war ein deutscher Journalist, Hörfunkmoderator und Fernsehmoderator.
Zunächst arbeitete Kock bei Radio Bremen und beim NDR in Hamburg, wechselte 1958 aber zum Sender Freies Berlin (SFB) nach Berlin, wo er mit den Sendungen Berolina, Echo am Morgen und Echo am Mittag zu einem bekannten Radio-Moderator avancierte. Im Jahr 1963 wechselte der Mann mit der markanten Brille dann zum Fernsehen, erst als Reporter, dann auch als Moderator der Abendschau. „Stets mit der gleichen sonoren Unaufgeregtheit berichtete der groß gewachsene, etwas füllige Kock über das brennende Kreuzberg am 1. Mai wie über die ‚Filzokratie‘ im Schöneberger Rathaus; er war stolz auf die prominenten Gäste der alljährlichen Berlinale und schlemmte sich wie alle Berliner begeistert durch die Grüne Woche.“ (Berliner Zeitung, 27. Mai 2003)  
Als 1989 die Mauer fiel, hatte Kock, der bereits 1961 als junger Reporter über die Auseinandersetzungen am Checkpoint Charlie berichtet hatte, seinen letzten Großeinsatz: In einer bundesweit ausgestrahlten mehrstündigen Sonderausgabe der Abendschau kommentierte er in den Morgenstunden des 10. November 1989 die historischen Ereignisse der vorangegangenen Nacht mit hörbar bewegter Stimme. Ein Jahr später, am 10. Dezember 1990, ging „Mr. Abendschau“ dann in Rente.
Er war in dritter Ehe mit Jana Louka-Kock verheiratet.
Hans-Werner Kock starb im Mai 2003 im Alter von 73 Jahren in Berlin. Sein Grab befindet sich auf dem landeseigenen Friedhof Heerstraße in Berlin-Westend (Grablage: 13-B-6a).

## Sonstiges
Seine Abschiedsformel „Macht's gut, Nachbarn!“, eine Variation des „Abendliedes“ von Matthias Claudius, machte Kock zu einer Kultfigur in der geteilten Stadt Berlin. Der Gruß wurde sowohl als Ruf zu Ost-Berliner Zuschauern jenseits der Mauer verstanden als auch als Ausdruck des Wir-Gefühls auf der „Insel“ West-Berlin.
Der Komiker Kurt Krömer benutzt in seinen Bühnenprogrammen Kocks Spruch „Macht's gut, Nachbarn!“
In seiner Freizeit engagierte er sich für die Deutsche Lebens-Rettungs-Gesellschaft (DLRG) Landesverband Berlin e. V. In der Zeit von 1976 bis 1986 war er dort der Leiter der Öffentlichkeitsarbeit und Pressesprecher sowie von 1986 bis 1989 deren Präsident.